# Удальцова, Анастасия Олеговна
Анастасия Олеговна Удальцо́ва (в девичестве Горбань; род. 2 сентября 1978, Черкассы) — российский политический и общественный деятель левого толка, публицист, депутат Государственной Думы VIII созыва (фракция КПРФ). Член Совета и координатор движения «Левый фронт», координатор движения «МосСовет». Бывшая жена Сергея Удальцова.

## Биография
Анастасия Горбань родилась 2 сентября 1978 года в украинском городе Черкассы в семье рабочего Олега Алексеевича Горбаня и преподавательницы Светланы Петровны Горбань (Лапиной) (впоследствии стала писательницей). В Черкассах она окончила гимназию и музыкальную школу по классу фортепиано, в 1995 году поступила в Национальный юридический университет имени Ярослава Мудрого в Харькове. В 1998 году получила российское гражданство и переехала в Москву, по её словам — в связи с тем, что Российская Федерация стала правопреемницей её родины, Советского Союза. В 2007 году окончила юридический факультет РГГУ, второе высшее образование получила в РУДН по специальности «связи с общественностью». Прошла профессиональную переподготовку по программе «Обеспечение межпарламентского сотрудничества» в Российской академии народного хозяйства и государственной службы, посещала курсы повышения квалификации в МГУ и МГИМО.
Политическую деятельность Горбань начала в 18 лет. Ещё до переезда в Россию, в 1997 году, она вступила в Коммунистическую партию Украины, затем два года была членом запрещённой впоследствии Национал-большевистской партии Эдуарда Лимонова. В 2000 году Горбань познакомилась с Сергеем Удальцовым, координатором Авангарда красной молодёжи, и перешла в эту организацию. В 2001 году она стала женой Удальцова, в 2004 возглавила пресс-службу Авангарда. После создания «Левого фронта» стала его пресс-секретарём (2008—2013).
В 2007 году Удальцова была в числе создателей Совета инициативных групп Москвы, объединившего более 100 жилищных, градостроительных, экологических социальных движений, а также общественных и политических организаций города (в 2009 году переименован в МосСовет), защищающего права граждан от градостроительного, жилищно-коммунального и экологического произвола. Активно участвовала в борьбе с «точечной» застройкой, защите Химкинского леса.
В 2011—2012 годах участвовала в митингах за честные выборы, в том числе в качестве их организатора. После ареста Сергея Удальцова по «Болотному делу» фактически исполняла обязанности координатора «Левого фронта».
В 2013—2019 годах была помощником депутата Государственной думы РФ от КПРФ Валерия Рашкина. Параллельно с 2016 года занимала должность шеф-редактора портала «Свободная Пресса». Была доверенным лицом Павла Грудинина (во время президентских выборов 2018 года), Ивана Мельникова и Вадима Кумина во время выборов мэра Москвы в 2013 и 2018 годах.
В 2019 году Удальцова при поддержке КПРФ зарегистрировалась в качестве кандидата в депутаты на выборах в Мосгордуму. Участвовала в протестных акциях. Была включена в список «Умного голосования». После подсчёта голосов, поданных через электронные Комплексы обработки избирательных бюллетеней (КОИБы), с незначительным отставанием (15598 голосов против 18524) проиграла кандидату от «Единой России» и мэрии Москвы, телеведущему Роману Бабаяну.
24 июня 2021 года была выдвинута (при поддержке КПРФ) кандидатом в депутаты Государственной думы РФ VIII созыва по 201-му одномандатному избирательному округу, её главным соперником стала представительница «Единой России» Светлана Разворотнева. Кандидатура Удальцовой была включена в список «Умного голосования». Предвыборная кампания проходила напряжённо: 27 июля 2021 года Удальцова была задержана полицией во время встречи с избирателями, хотя кандидаты в депутаты Госдумы согласно федеральному закону обладают неприкосновенностью. Кандидатом по тому же округу от партии «Коммунисты России» была зарегистрирована Анна Удалова, не проводившая избирательной кампании и никогда не участвовавшая в политической деятельности. Выдвижение Удаловой было расценено рядом политологов как применение технологии спойлерства. Лидируя все три дня голосования по числу физических голосов, Удальцова проиграла после применения дистанционного электронного голосования. В СМИ сообщалось о массовых нарушениях и фальсификациях с использованием механизма надомного голосования в пользу «Единой России». Удальцова, как и вся КПРФ, не признала итогов выборов и обжаловала их в суде (безрезультатно).
2 июня 2022 года лидер КПРФ Геннадий Зюганов заявил, что Удальцовой передадут мандат покинувшего Государственную Думу Валерия Рашкина. При этом лидер КПРФ назвал Удальцову «опытным политиком, представляющим левопатриотическое движение».
22 июня 2022 года Центральная избирательная комиссия РФ приняла решение передать Удальцовой мандат Рашкина. 29 июня Удальцова была официально зарегистрирована ЦИК, начала участвовать в работе парламента в качестве депутата с 30 июня. Вошла в состав Комитета Государственной Думы по делам национальностей, возглавила созданную под её руководством постоянную Рабочую группу при Комитете Государственной Думы по делам национальностей по нормативно-правовому регулированию социально-культурной адаптации и интеграции мигрантов, беженцев и вынужденных переселенцев, находящихся на территории Российской Федерации. В формате межпарламентского взаимодействия она ведёт работу по сотрудничеству с парламентом частично признанной Республики Абхазия.
1 декабря 2022 года агентство «ФедералПресс» и ряд телеграм-каналов сообщили, что Удальцова рассматривается как основная кандидатура на участие в выборах Мэра Москвы 2023 года от КПРФ. 11 января первый секретарь Псковского обкома КПРФ, депутат Псковского областного Собрания Петр Алексеенко заявил, что Удальцова является одним из потенциальных кандидатов на пост губернатора Псковской области от КПРФ.
Удальцова на протяжении многих лет выступает в качестве публициста. Её работы, посвящённые общественно-политическим и социальным проблемам (в том числе градостроительной политике и образованию) публиковались в ряде изданий, среди которых «Эхо Москвы» и портал «Свободная Пресса», шеф-редактором которого Удальцова являлась в течение нескольких лет. Активно ведёт работу в социальных сетях.
По мнению ряда политологов, Анастасия Удальцова является одним из приближённых к Геннадию Зюганову лиц, неформально оказывающих влияние на политику КПРФ. Удальцова неоднократно упоминалась среди возможных преемников Зюганова в качестве лидера российских коммунистов.
В 2023 году Удальцова была соавтором законопроекта о запрете смены пола.

## Политические взгляды
На протяжении всей своей политической деятельности Удальцова придерживается социалистических взглядов, называет себя «советским человеком» и интернационалистом, считая при этом своей родиной Россию как правопреемницу СССР. Выступает за национализацию стратегических отраслей экономики, «новую индустриализацию», внедрение элементов плановой экономики и прогрессивной шкалы налогообложения с целью более справедливого распределения национальных богатств между гражданами России. Считает распад СССР «исторической трагедией», выступает за воссоздание «обновлённого Советского Союза» в среднесрочной исторической перспективе.

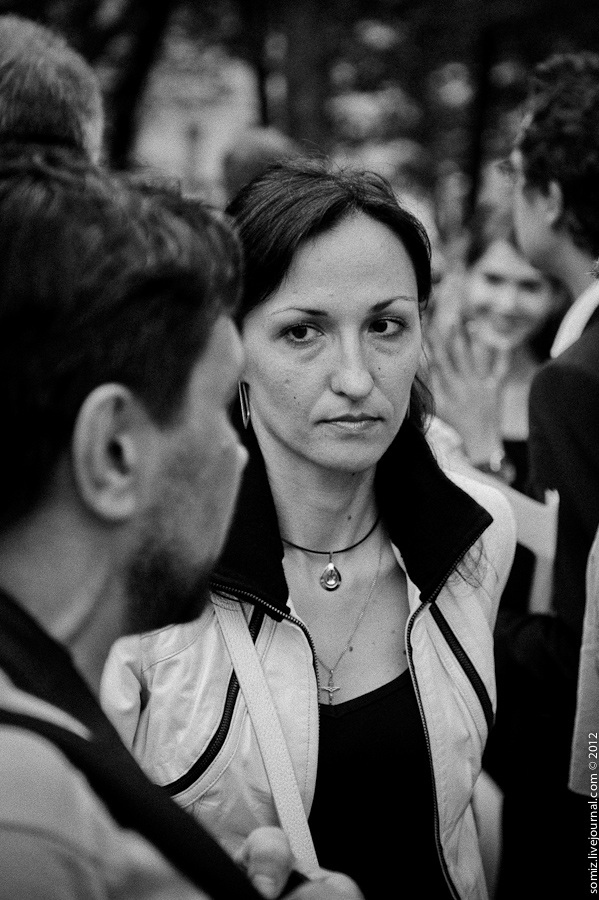
Удальцова в 2012 году на акции «#ОккупайАбай»

В 2014 году Удальцова поддержала аннексию Крыма Российской Федерацией и провозглашение Донецкой и Луганской народных республик. Она называла вооружённый конфликт на востоке Украины «национально-освободительной борьбой жителей Донбасса». В 2022 году поддержала вторжение России на Украину, в качестве депутата Государственной Думы голосовала за аннексию Россией Донецкой, Луганской, Херсонской и Запорожской областей Украины. Принимает участие в гуманитарной поддержке аннексированных регионов Украины.
С левых позиций критикует западный глобализм и текущую социально-экономическую политику российской власти. Негативно относится к либеральным реформам 1990-х годов и деятельности Бориса Ельцина. Неоднократно выступала с инициативой ликвидации «Ельцин-Центра» в Екатеринбурге. Известна критическими высказываниями в адрес Алексея Навального. Призывает к объективной оценке сталинского периода в истории СССР, выступает против «огульного очернительства» фигуры Иосифа Сталина. Считает Владимира Ленина «самым великим русским XX века».
Являясь руководителем постоянной Рабочей группы по вопросам миграции, Удальцова выступает за ужесточение миграционной политики и усиление государственного регулирования в сфере миграции. Она называет бесконтрольную миграцию угрозой национальной безопасности России, среди последствий недостаточного контроля миграционных процессов выделяет формирование на территории РФ «этнических анклавов» и «вымывание» россиян с российского рынка труда. Считает необходимым создание единой сети центров предвыездной подготовки для мигрантов в странах миграционного исхода. По мнению Удальцовой, в этих центрах потенциальные мигранты должны проходить все предварительные учебные программы, процедуры отбора и оценки квалификации, а также тестирование на знание русского языка и основ законодательства. Удальцова считает достаточное знание мигрантами русского языка «ключевым условием для работы на территории России», выступает за усовершенствование с учётом практики и унификацию процедуры тестирования на знание русского языка.
По мнению Удальцовой, нужно, чтобы «иностранные граждане, прибывающие в Россию с трудовыми целями, прибывали именно в том количестве, которое объективно необходимо на отечественном рынке труда, а во-вторых — не выступали фактором дестабилизации общественной жизни и причиной роста межэтнической, межконфессиональной напряжённости». Депутат выступает за увеличение ответственности бизнеса за поведение привлекаемых им мигрантов.
В 2023 году Удальцова предложила создать саморегулируемую организацию для участников оргнабора — операторов и агентств занятости. «Фактически речь идет о выстраивании механизма ответственности оператора услуг за подобранного им кандидата и передачу его работодателю. В этом случае появится дополнительный механизм контроля над трудовыми мигрантами и за их сопровождением в России, который будет осуществляться на понятных и прозрачных условиях», — рассказала Удальцова. В августе 2023 года эта инициатива была поддержана Министерством труда.

## Награды
Награждена орденом КПРФ «За заслуги перед партией», медалью «25 лет Московской городской Думы», другими партийными и общественными наградами.

## Санкции
16 декабря 2022 года, на фоне вторжения России на Украину, Удальцову включили в санкционный список Евросоюза за голосование за аннексию украинских территорий, поддержку и реализации политики, подрывающую территориальную целостность, суверенитет и независимость Украины. 12 октября она была включена в санкционный список Швейцарии, 19 мая 2023 года — в санкционный список Канады «соратников режима» (как «причастная к продолжающемуся нарушению Россией прав человека, включая передачу под опеку украинских детей в Россию»).

## Семья
В 2001 году Анастасия Горбань стала женой политика Сергея Удальцова. В этом браке родились двое сыновей, Иван (2002) и Олег (2005). Удальцова разделяла с мужем увлечение творчеством Егора Летова, с которым состояла в дружеских отношениях, и группы «Гражданская оборона». В начале 2000-х годов Удальцовы вместе организовывали концерты группы в Москве и регионах.
В октябре 2023 года Удальцовой был подан иск о расторжении брака с супругом, в начале декабря суд удовлетворил ходатайство, решение вступило в силу 10 января 2024 года.

## В культуре
Анастасия Удальцова неоднократно упоминается в произведениях Эдуарда Лимонова, Сергея Шаргунова, Романа Сенчина, Романа Коноплева и других авторов. Является одним из центральных персонажей книги Василия Кузьмина «Комсомол имени Летова», «Поэмы столицы» Дмитрия Чёрного, выступает в качестве рассказчика в главе, посвящённой Сергею Удальцову, в рамках книги Валерия Панюшкина «12 несогласных». Анастасии Удальцовой посвящена песня группы «Соломенные Еноты» «Кто полюбит стегозавра?», ряд песен Александра Непомнящего, Алексея Фомина и других бардов.